# Tom (Tom i Jerry)
Tom – szaroniebieski kot z serialu Tom i Jerry. Jest jedną z głównych postaci.

## Początkowe zamysły
Początkowo Tom miał nosić imię Jasper i być wyliniały. Taki pomysł mieli William Hanna i Joseph Barbera. Byli oni jednak współtwórcami MGM-u, więc to do nich należał wybór.

## Opis postaci
Jego imię, „Tom Cat” pochodzi od angielskiego wyrażenia „tomcat”, oznaczającego samca kota. Przeważnie Tom nie odzywa się, z wyjątkiem kilku odcinków (Samotna mysz (1943), Garnitur a la Szczęściarz Sam (1944), Pieśń miłości (1946)) i filmu animowanego Tom i Jerry: Wielka ucieczka. Jedyne dźwięki jakie artykułuje to okrzyki w chwilach paniki lub bólu. Nie ma pozytywnych relacji z Jerrym, zastawia na niego pułapki, które nie zawsze działają tak jak powinny.
Autorem słynnego okrzyku Toma jest jego współtwórca, William Hanna.
Na przestrzeni lat wygląd Toma ulegał zmianom, zwłaszcza po wyprodukowaniu pierwszych odcinków. Przykładowo w debiutanckim odcinku poruszał się na czworaka, natomiast w późniejszych (począwszy od Kłopoty z psem) osiągnął dwunożność oraz zyskał ludzką inteligencję. W odcinkach z lat 40. i wczesnych 50. miał białe futro pomiędzy oczami. W nowszych produkcjach nie ma tego atrybutu. Jako postać z kreskówek, Tom jest niezwykle elastyczny. Często na końcu odcinków odnosi porażki (bardzo rzadko ginie, np. w odcinku Mysie kłopoty), okazjonalnie jednak udaje mu się przechytrzyć i pokonać Jerry’ego.
Tom przedstawiany jest na ogół jako kot domowy wykonujący swoje obowiązki i ofiara prób szantażu ze strony Jerry’ego. Mamcia Dwa Buty zwraca się do niego zawsze pełnym imieniem, Thomas.

## Inne wystąpienia
Tom i Jerry wspólnie wystąpili gościnnie w musicalu Podnieść kotwicę z 1945 roku produkcji Metro-Goldwyn-Mayer, gdzie Tom pojawił się w roli lokaja króla Jerry’ego, który tańczy z Gene’em Kellym. Postać pokazała się także w Dangerous When Wet z 1953 r. w scenie, gdy główna bohaterka Katie Higgins (Esther Williams) wykonuje podwodny balet z Tomem i Jerrym oraz rysunkowymi adaptacjami ludzi z jej życia.
Tom miał wystąpić razem z Jerrym również jako cameo w usuniętej scenie „Pogrzeb Acme” z filmu animowanego Kto wrobił królika Rogera?.